# Alemannok

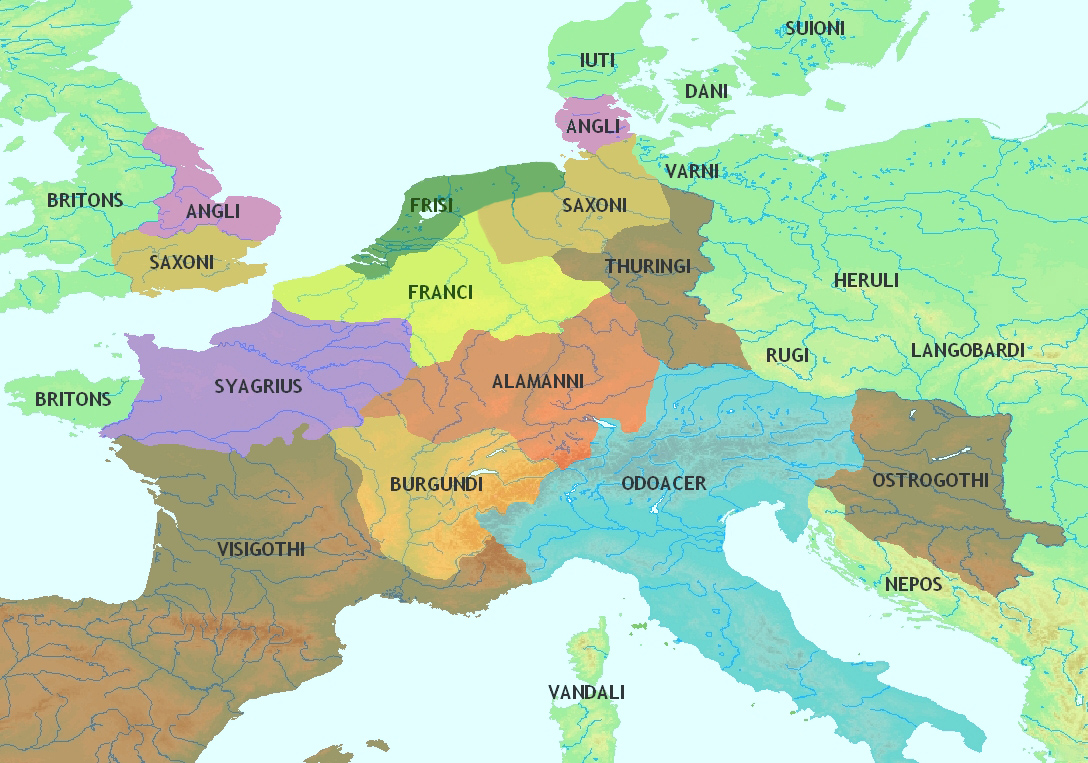
Európai etnikai térkép, 5. század

Az alemannok (alamannok) a Rajna-Majna-Neckar folyók vidékére érkező és ott élő germán törzsek törzsszövetsége az ókorban, később a németek egyik nagy etnikai csoportja.
A 3. század elejétől többször is betörtek a Római Birodalomba, az 5. században a mai Baden és Elzász vidékén foglaltak el területeket. A frankok I. Klodvig vezetésével 496-ban legyőzték és a birodalomba sorolták őket. Német törzs, mely a Krisztus utáni 3. század óta háborgatta a rómaiak Rajna melléki határát. Elzász, Baden és a német Svájc lakossága tőlük ered. Egy ideig külön hercegség, de a 12. század óta nagyon felaprózódott. Minthogy ők érintkeztek legtöbbet a neolatin népekkel, ezek az egész németséget az ő nevükkel jelölték: francia: Allemagnes, olasz: La Magna, spanyol: alemanes.

## Az alemannok megtérítése
A Fekete-erdőben, illetőleg az Al-Duna és a Rajna közti területeken megtelepedett alemannok vezetői Klodvig frank király felettük aratott győzelmét követően, a 7-8. században kezdtek megkeresztelkedni. Kereszténnyé térítésükben nagy szerepet játszottak az ír-skót szerzetes-misszionáriusok, akik közül a leghíresebb az ifjabb Szent Kolumbán volt (†615). 
Jó egy századdal később Reichenaui Pirmin vándorpüspök folytatta közöttük a térítést. Nagy valószínűséggel nyugati gót származású volt. Számos kolostor – mint például a murbachi és a reichenaui – alapítása fűződik nevéhez. Reichenau egy sziget a Boden-tó nyugati partvidékén, Konstanztól nem messze. Az itteni kolostor évszázadokon keresztül meghatározó szerepet töltött be a tudományok művelésében.
Pirmin 727-ben elhagyta a szigetet, és újra a térítő munkának szentelte életét. További kolostorokat alapított, és a már meglévőkben reformokat vezetett be. Kolumbán igen szigorú reguláját (Utasítások) Benedek regulájával ötvözte (Regula mixta). Szolgálatával nagyban hozzájárult a térség viszonyainak javulásához.
Művei közül csak egy maradt fenn, de nevéhez fűződik az Apostoli hitvallás mai formájával minden részletében megegyező szöveg (egyik) első írott változata is (a másik a szintén 8. századi Bobbio-kódexben maradt fenn). A fáradhatatlan vándorpüspök 753. november 3-án hunyt el.